# Видение в Колизее
«Видение в Колизее. Последний мученик» (исп. La visión del Coloseo. El último mártir) — картина в стиле академизма испанского художника Хосе Бенлиуре, на которой изображёно ночное видение в древнеримском Колизее со святым мучеником Телемахом. Полотно написано в 1885 году и представляет собой живопись маслом на холсте размером 561×728 см. В настоящее время хранится в Музее изящных искусств в Валенсии.

## Описание
Главным персонажем картины является святой Телемах, также известный под именем святого Альмахия, отшельник анатолийского происхождения, который, согласно преданию, принял мученическую смерть в конце IV века. Он попросил положить конец битвам между гладиаторами в Колизее, за что был замучен разъяренной толпой, не желавшей отказываться от кровавых зрелищ. Римско-католическая церковь чтит его память в первый день каждого года.
На полотне святой обращается к толпе, высоко поднимая крест, который является источником живого света. По ночному небу над руинами Колизея, освещённому полной луной, пролетает стая чёрных летучих мышей-демонов. След нечётких женских фигур, покрытых вуалью и одетых в белое, спускается с небес на трибуны театра, неся холодный свет, и собирается у ног святого. Так символически изображены праведные души, отозвавшиеся на призыв мученика, у некоторых из них в руках горят светильники. Символичен разрыв между голубоватой белизной чистых женских душ, которые спешат выслушать и поддержать святого, и несколькими гладиаторами, покрытыми шкурами животных, убегающими в беспорядке на ступенях амфитеатра Флавиев.

## История
Картина была представлена в Мадриде на Национальной выставке изящных искусств 1887 года. Работа вызвала волну негодующей критики, но получила признание и медаль первой степени. Полотно было приобретено государством. В настоящее время картина входит в экспозицию Музея изящных искусств в городе Валенсия, но владеет полотном музей Прадо.